# David Guez
David Guez (* 8. Dezember 1982 in Marseille) ist ein ehemaliger französischer Tennisspieler.

## Karriere
Guez spielte hauptsächlich auf der ATP Challenger Tour und der ITF Future Tour. Bei den besser dotierten Challenger-Turnieren siegte er dreimal im Einzel sowie einmal im Doppelwettbewerb. Sein erstes Einzel auf der ATP Tour bestritt er im Februar 2007 beim Turnier in seiner Geburtsstadt Marseille. Die Auftaktpartie gegen Cyril Saulnier verlor er in zwei Sätzen mit 4:6 und 2:6. Seinen ersten Sieg in dieser Kategorie feierte er im Oktober 2009, als er beim Grand Prix de Tennis de Lyon in der ersten Runde den US-Amerikaner Rajeev Ram bezwang. In der zweiten Runde schied er dann gegen Gilles Simon in zwei Sätzen aus. Zwei Wochen später besiegte er bei den Paris Masters in der ersten Runde Stan Wawrinka glatt in zwei Sätzen und stand in der zweiten Runde Gaël Monfils gegenüber, der schließlich das Finale erreichte; Guez verlor die Partie mit 4:6 und 5:7.
2018 spielte er letztmals ein Tennisturnier.

## Erfolge
| Legende (Anzahl der Siege)                         |
| Grand Slam                                         |
| Tennis Masters Cup / ATP World Tour Finals         |
| ATP World Tour Masters 1000                        |
| ATP International Series Gold / ATP World Tour 500 |
| ATP International Series / ATP World Tour 250      |
| ATP Challenger Tour (4)                            |

### Einzel

#### Turniersiege
| Nr. | Datum            | Turnier        | Belag         | Finalgegner            | Ergebnis       |
| --- | ---------------- | -------------- | ------------- | ---------------------- | -------------- |
| 1.  | 13. August 2006  | St. Petersburg | Sand          | Édouard Roger-Vasselin | 6:0, 6:2       |
| 2.  | 4. Juli 2010     | Arad           | Sand          | Benoît Paire           | 6:3, 1:6, 6:3  |
| 3.  | 13. Februar 2011 | Quimper        | Hartplatz (i) | Kenny de Schepper      | 6:2, 4:6, 7:65 |

### Doppel

#### Turniersiege
| Nr. | Datum         | Turnier | Belag | Partner                     | Finalgegner                            | Ergebnis         |
| --- | ------------- | ------- | ----- | --------------------------- | -------------------------------------- | ---------------- |
| 1.  | 31. Juli 2011 | Tampere | Sand  | Jonathan Dasnières de Veigy | Pierre-Hugues Herbert Nicolas Renavand | 5:7, 6:4, [10:5] |